# Nikhil Seth

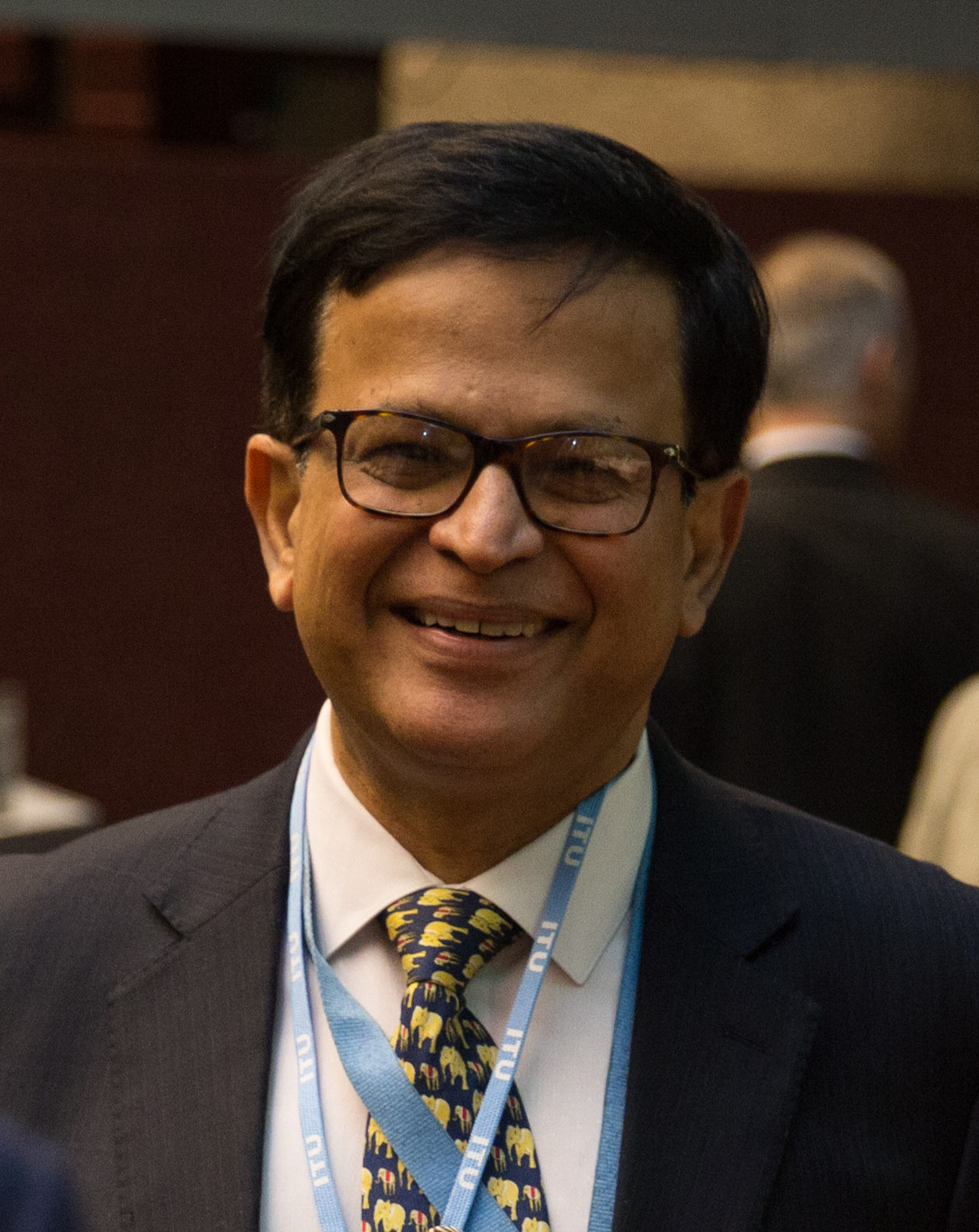
Nikhil Seth (2018)

Nikhil Seth (Hindi निखिल सेठ) ist ein indischer Diplomat und seit 2015 Exekutivdirektor des Ausbildungs- und Forschungsinstituts der Vereinten Nationen (UNITAR).

## Ausbildung
Nikhil Seth studierte an der University of Delhi Wirtschaftswissenschaft und schloss als Master ab.

## Karriere
Seth war zunächst von 1977 bis 1979 als Dozent am St. Stephen College der University of Delhi tätig, bevor er 1980 in den diplomatischen Dienst Indiens eintrat. Er arbeitete in den Vertretungen in Genf, in der Demokratischen Republik Kongo, der Zentralafrikanischen Republik, in Gabun und in Äquatorialguinea. Von 1990 bis 1993 war er Mitglied der Ständigen Vertretung Indiens bei den Vereinten Nationen und dabei unter anderem an der Rio-Konferenz von 1992 beteiligt.
1993 wechselte Seth zum Wirtschafts- und Sozialrat der Vereinten Nationen (ECOSOC), wo er zuletzt von 2006 bis 2011 Direktor des koordinierenden Büros war.
Seth wurde Direktor der Abteilung für nachhaltige Entwicklung im Wirtschafts- und Sozial-Department (DESA) des Sekretariats der Vereinten Nationen. Er war Leiter des Rio+20-Sekretariats und war verantwortlich für die Agenda, die den Weltgipfel für nachhaltige Entwicklung 2015 in Rio de Janeiro und die UN-Klimakonferenz in Paris 2015 vorbereitete.
Am 8. Juni 2015 wurde Nikhil Seth durch den UN-Generalsekretär Ban Ki-moon zum Assistant Secretary-General und als Nachfolger der Irin Sally Fegan-Wyles (2012–2015) zum Exekutivdirektor des Ausbildungs- und Forschungsinstituts der Vereinten Nationen (UNITAR) ernannt. Er ist damit auch für das Satellitenbeobachtungsprogramm UNOSAT verantwortlich, welches UNITAR in Zusammenarbeit mit dem Entwicklungsprogramm der Vereinten Nationen (UNOPS) und der Europäischen Organisation für Kernforschung (CERN) in Genf betreibt.

## Privates
Seth ist verheiratet und hat zwei Kinder. 
Er ist erklärter Unterstützer der Initiative International Gender Champions, die Geschlechtergerechtigkeit in internationalen Institutionen zum Ziel hat.